# Radarix
Radarix.com — сервис в интернете, предоставлявший пользователям доступ к недоступным для рядовых граждан данным по жителям стран СНГ. В его базах были данные по налогам, адреса и телефоны людей, номера автомобилей и документов, судимости и размер зарплат.
Проект был запущен 21 марта 2008 года. С вечера 21 марта по 9 апреля сайт был недоступен. Посетителям предлагалось указать свой адрес электронной почты и некоторое время (от нескольких дней до нескольких месяцев) ждать письма о регистрации.
Данные WHOIS-серверов показывают, что домен radarix.com начал своё существование ещё в 2003 году и зарегистрирован на Мануэля Каррера Лопеса (исп. Manuel Carrera Lopez) из Панамы. Также хозяевам этого проекта принадлежало несколько других доменов: sibtor.com, www.radarix.net и др.
С 9 апреля 2008 года сайт начал рассылку «точек доступа» — ссылок на редирект с сайта sibtor.com на сайт radarix.com, позволявших получить доступ к интересующим пользователя данным. По утверждению создателей Radarix, доступ получили все пользователи, пытавшиеся зарегистрироваться на сайте до 2 апреля. При этом они имели право просматривать не более 50 страниц результатов поиска и 100 страниц с дополнительной информацией.
С 1 июня была введена оплата за использование полноценного поиска.
24 апреля 2009 года сайт был закрыт с сообщением на главной странице на русском и английском языках: «Ресурс закрыт в соответствии с конвенцией совета Европы „О защите физических лиц при автоматизированной обработке персональных данных“». Ссылка под сообщением вела на сайт ФСБ РФ.